# Festivalul internațional de muzică Beigang
Festivalul internațional de muzică Beigang – (în chineză: 北港國際音樂文化藝術節) este un proiect al „Beigang Philarmonic Association” (în chineză: 雲林縣北港愛樂協會) și are loc în Beigang, regiunea Yunlin din Taiwan. De la inaugurarea sa în 2006 s-a extins cu succes an de an. În același timp este cel mai mare festival de muzică din regiunea Yunlin. Evenimentul conține o serie de concerte, mai ales în zona instrumentelor de suflat (solo, muzică de cameră și grupuri de suflători) și de asemenea o parte educațională în cadrul "conservatorului Chia-Hu" (în chineză: 陳家湖音樂學院). Mai mult, festivalul organizează un program intercultural pentru muzicienii invitați din diferite țări. Directorul artistic al Festivalului internațional de muzică Beigang este pianistul Heinz Chen.

## Beigang
Beigang (în chineză: 北港) este cunoscut pentru templul Chaotian, care este unul dintre cele mai importante temple ale zeiței Mazu. Pentru că scena culturală din Beigang este activă numai în timpul zilelor spirituale, "Beigang Philharmonic Association" s-a dedicat îmbunătățirii sectorului educațional și de interpretare muzicală. Centrul festivalului este în Beigang deoarece majoritatea evenimentelor se desfășoară acolo.

## Istorie
În anul 2005 Beigang Philharmonic Association a organizat primul Festival de muzică Beigang. Concertele au fost susținute de orchestra de suflători din Beigang și de elevi ai conservatorului Chia-Hu. În anul 2006 Heinz Chen a devenit director artistic al festivalului și a fost însărcinat cu misiunea de a-l ridica la un nivel internațional – Festivalul internațional de muzică Beigang era creat. De atunci festivalul a devenit foarte popular printre reprezentanții publicului, mediei și politicii locale. Din 2005, printre alți politicieni, guvernatorul regiunii Yunlin, Su Ji-Feng a vizitat festivalul în fiecare an. În 2007, rectorul Școlii superioare de muzică Detmold, Profesorul Martin Christian Vogel, a vizitat festivalul din Beigang.

## Concertul
Majoritatea concertelor au loc în Beigang. În afară de acesta, concerte sunt și în Douliu City și Sinying. Aceste evenimente conțin muzică cultă (așa numita „muzică serioasă”). Foarte populare sunt și unele concerte de muzică ușoară, spre exemplu concertul în aer liber „Noaptea interacțiunii culturale” sau cel din restaurantul „Club concert”. Festivalul țintește către un puternic schimb intercultural deinter muzicienilor din diferite țări de pe întreg globul. De asemenea promovează muzică pentru copii și pentru melomani. De aceea, un proiect educațional are loc, în cadrul căruia muzicienii împart cunoștințele lor cu elevi din Beigang. Atât concertele cât și partea educațională sunt cu acces gratuit pentru vizitatori, deoarece organizatorii festivalului doresc să împartă fără bariere muzica cu oricine este interesat și se înțelege pe sine ca fiind o organizație caritabilă.

## Sponsori
Festivalul internațional de muzică Beigang este sponsorizat de către orașul Beigang, regiunea Yunlin, și Departamentul cultural guvernamental din Taipei. În plus, companii precum Kawai și "Jupiter Band Instruments", templul Chaotian și sponsori privați finanțează festivalul. În anul 2009, festivalul este susținut și de Academia Sibelius din Helsinki.

## Acoperire media
Mai multe ziare locale și naționale au transmis știri despre Festivalul internațional de muzică Beigang. De asemenea „Lippische Landes-Zeitung” din Germania a publicat un articol despre festival.

## Muzicieni
Următorii muzicieni au fost invitați din 2006:
- Lauri Bruins, clarinet
- Anita Farkas, flaut
- Paz Aparicio García, saxofon
- Noémi Györi, flaut
- Wilfried Stefan Hanslmeier, trombon
- Philipp Hutter, trompetă
- Christina Jacobs, saxofon
- Anniina Karjalainen, trompetă
- Sofia Kayaya, flaut
- Mizuho Kojima, trombon și eufoniu
- Zoltán Kövér, trompetă
- Anna Krauja, soprano
- Paavo Maijala, pian
- Lauri Sallinen, clarinet
- Juuso Wallin, corn francez, dirijorul orchestrei de festival